# Rogozen Island
Rogozen Island (englisch; bulgarisch остров Рогозен ostrow Rogosen) ist eine markante und in ost-westlicher Ausrichtung 760 m lange Insel im Archipel der Südlichen Shetlandinseln. Sie liegt 0,47 km südsüdwestlich von Heywood Island und 0,92 km nordnordöstlich von Cornwall Island vor der Nordküste von Robert Island.
Bulgarische Wissenschaftler kartierten sie 2008. Die bulgarische Kommission für Antarktische Geographische Namen benannte sie im selben Jahr nach der Ortschaft Rogosen im Nordwesten Bulgariens in Verbindung mit dem Silberschatz von Rogozen.